# Strychnos-Alkaloide

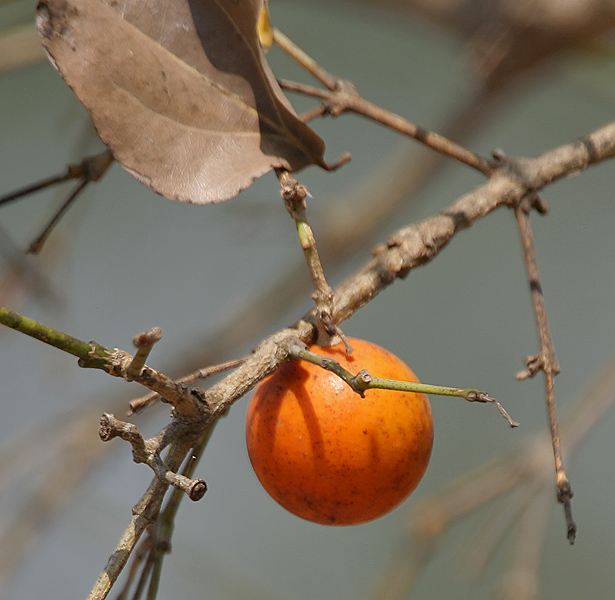
Gewöhnliche Brechnuss (Strychnos nux-vomica) fruchtend

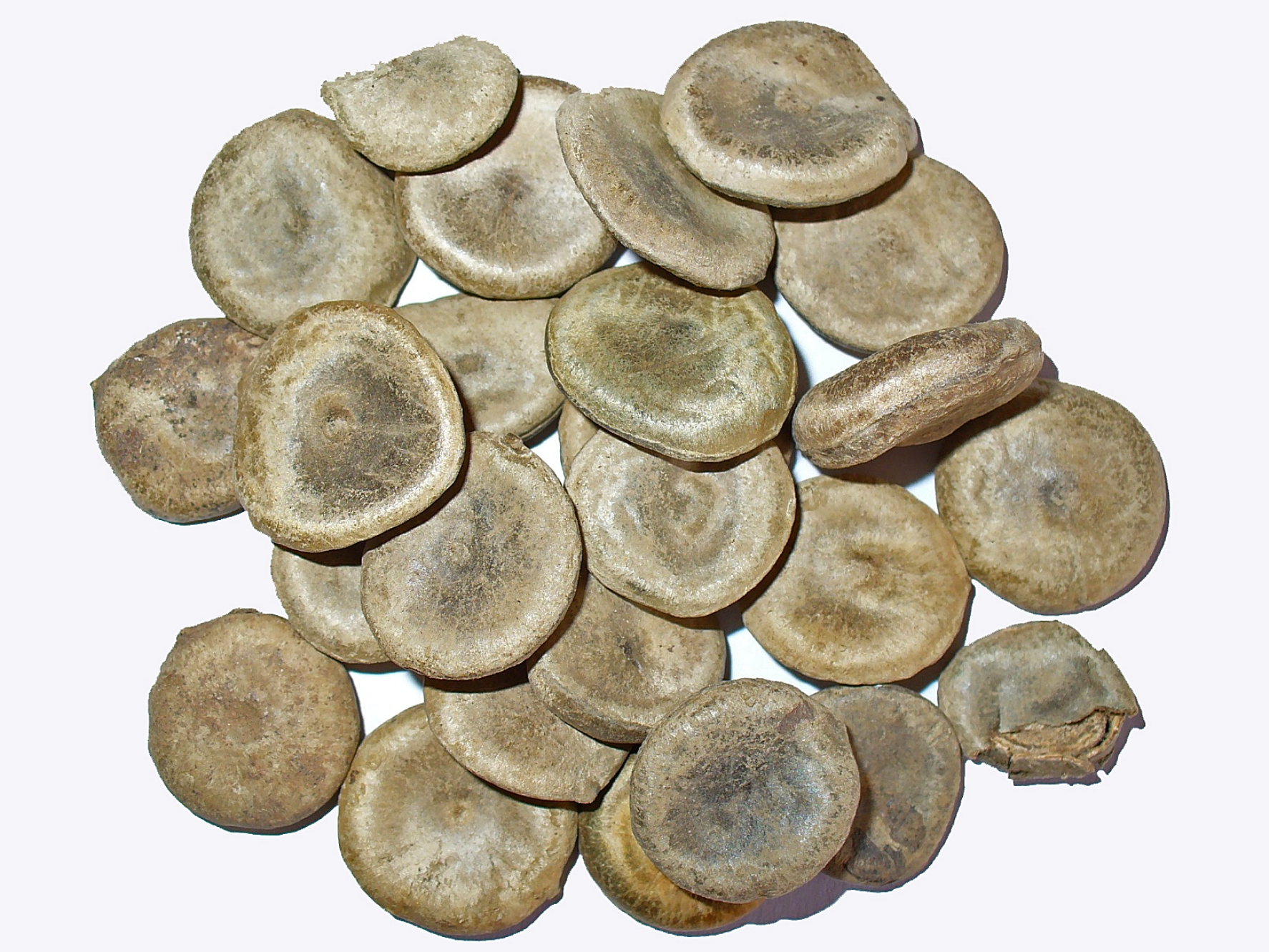
Samen von Strychnos nux-vomica

Strychnos-Alkaloide sind Naturstoffe, die vor allem in den Samen der Gewöhnlichen Brechnuss (Strychnos nux-vomica) und in den Catharanthen (Catharanthus) vorkommen.

## Vorkommen
Die Samen der Gewöhnlichen Brechnuss, enthalten bis zu 2,5 % Strychnin und Brucin.

## Vertreter
Hauptvertreter dieser Gruppe von Alkaloiden ist das Strychnin. Ein weiteres Alkaloid ist das Brucin. Weitere Vertreter sind das Vomicin und das Akuammicin.

Strychnin
Brucin
Vomicin
Akuammicin

### Stereochemie
Die in der Natur vorkommenden Strychnos-Alkaloide sind alle chiral und sterisch einheitlich. Wenn in diesem Artikel oder in der wissenschaftlichen Literatur eines dieser Alkaloide ohne weiteren Namenszusatz benannt wird, steht eigentlich:
- Akuammicin für (–)-Akuammicin,
- Brucin für (–)-Brucin,
- Strychnin für (–)-Strychnin und
- Vomicin für (+)-Vomicin.

Die Klammerausdrücke stehen für den Drehsinn der optischen Aktivität dieser Substanzen.

## Verwendung und pharmakologische Wirkung
Strychnin ist sehr giftig. In geringer Dosis wirkt es anregend bis euphorisierend. Eine höhere Dosis führt zur krampfartigen Zuständen. 100 bis 130 mg gelten für einen erwachsenen Menschen als tödlich.
Das Brucin ähnelt dem Strychnin in seiner Struktur und seiner physiologischen Wirkung. Es gilt als weniger giftig. Beide Alkaloide finden Verwendung als Rattengift und als optisch aktive Basen bei der Enantiomerentrennung racemischer Säuren.

## Geschichte
Bereits 1818 wurde Strychnin von Pierre Joseph Pelletier und Joseph Bienaimé Caventou aus der Ignatiusbohne (Strychnos ignatii) extraktiv gewonnen. Mit der Strukturaufklärung des Strychnins beschäftigten sich vor allem Hermann Leuchs, Robert Robinson und Heinrich Wieland. Endgültig wurde die Struktur durch die Totalsynthese (Robert B. Woodward, 1954) gesichert. Das Strychnin-Molekül diente im weiteren Verlauf häufig als Syntheseziel, um den Leistungsstand in der Organischen Chemie zu demonstrieren.